# 릭토르

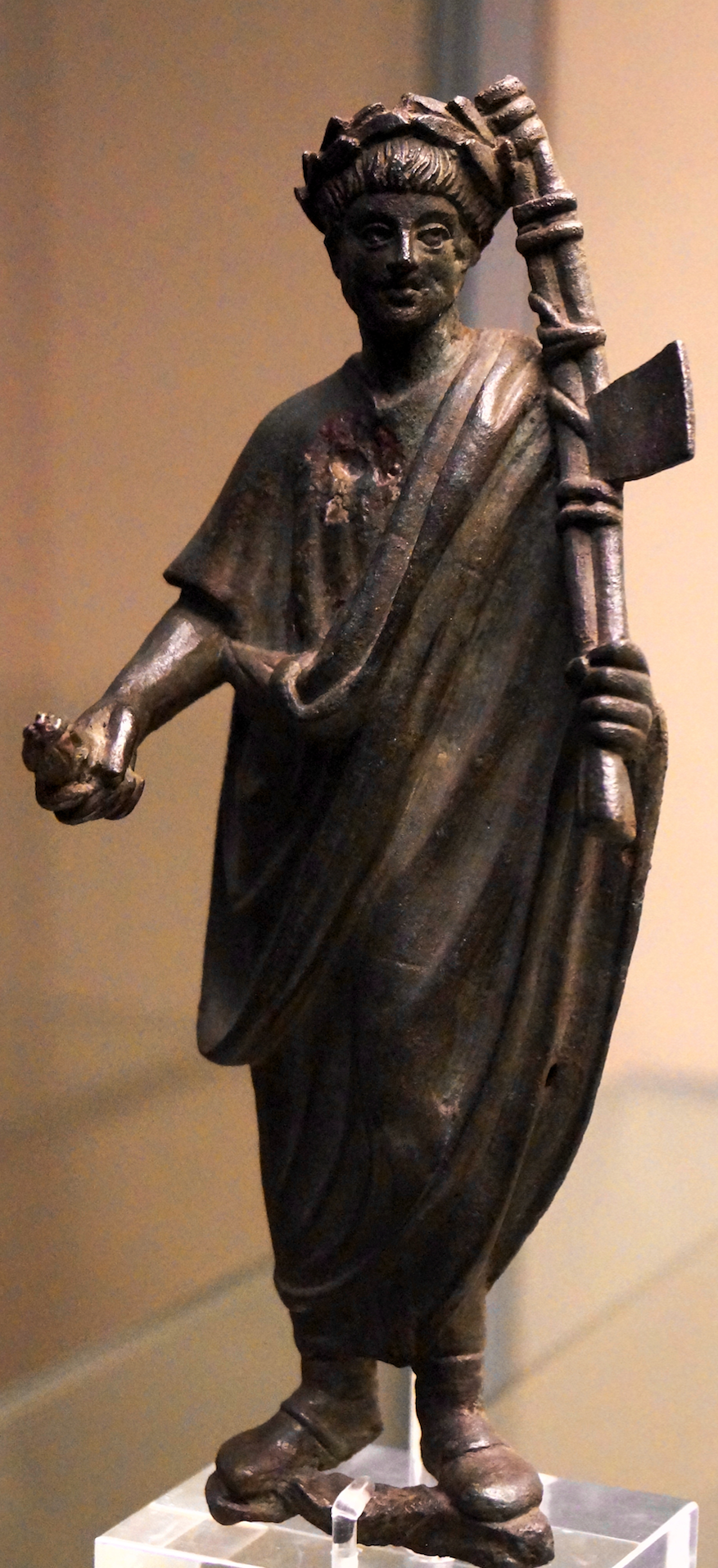
속간을 들고 있는 로마 릭토르의 청동 조각상, 기원전 20년~서기 20년

릭토르(Lictor, '묶다'를 의미하는 라틴어: ligare에서 유래된 것으로 추측됨)는 임페리움(절대권)을 지닌 고대 로마의 마지스트라투스를 수행하며 호위하던 공무원이었다. 로마 기록에 따르면 릭토르는 로마 왕정 시절부터 존재했던 것으로 보이며, 그 기원은 에트루리아인에게서 비롯되었을 가능성이 있다.

## 기원
고대의 고고학 자료들에 따르면, 릭토르는 로마 왕정 시대까지 거슬러 올라간다고 전해진다. 이와 관련된 두 가지 주요 전승이 있는데, 첫 번째는 할리카르나소스의 디오니시우스의 전승으로, 그는 열두 명의 에트루리아 사절(각 에트루리아 도시에서 한 명씩)이 왕 루키우스 타르퀴니우스 프리스쿠스에게 그가 즉위할 때 파스케스를 선물했다고 전해진다. 이는 열두 에트루리아 공동체의 군사적 지도권을 상징하는 것이었다. 타르퀴니우스는 원로원의 승인을 받아 군사 및 민사 권한을 행사할 때 그를 수행할 열두 명의 릭토르를 임명했다. 두 번째 전승은 리비우스의 것으로, 그는 최초의 릭토르를 로물루스 왕에 기원한다고 보았다. 리비우스 역시 에트루리아 기원을 지지하며, 도시를 건국할 때 로물루스에게 날아든 열두 마리의 새에 따라 열두 명의 릭토르를 임명했다는 다른 이야기는 일축했다.
‘릭토르’라는 단어는 처벌을 집행하는 역할, 즉 죄인을 결박하는 일과 관련되어 있는 것으로 보이며, 여기서 ‘묶다’라는 뜻의 라틴어 'ligare'에서 유래했을 가능성이 크다. 고대 자료들은 또 다른 두 가지 어원 가능성을 제시하는데, 하나는 릭토르가 착용했던 허리띠나 앞치마(각각 licium, limus)에서 비롯되었다는 것이고, 다른 하나는 덜 그럴듯하지만 어떤 그리스어 동족어에서 차용되었다는 주장이다. 현대 학자들은 또 다른 가능성으로 licere("허락하다")라는 동사에서 유래했을 수도 있다고 보기도 한다.

## 자격 요건

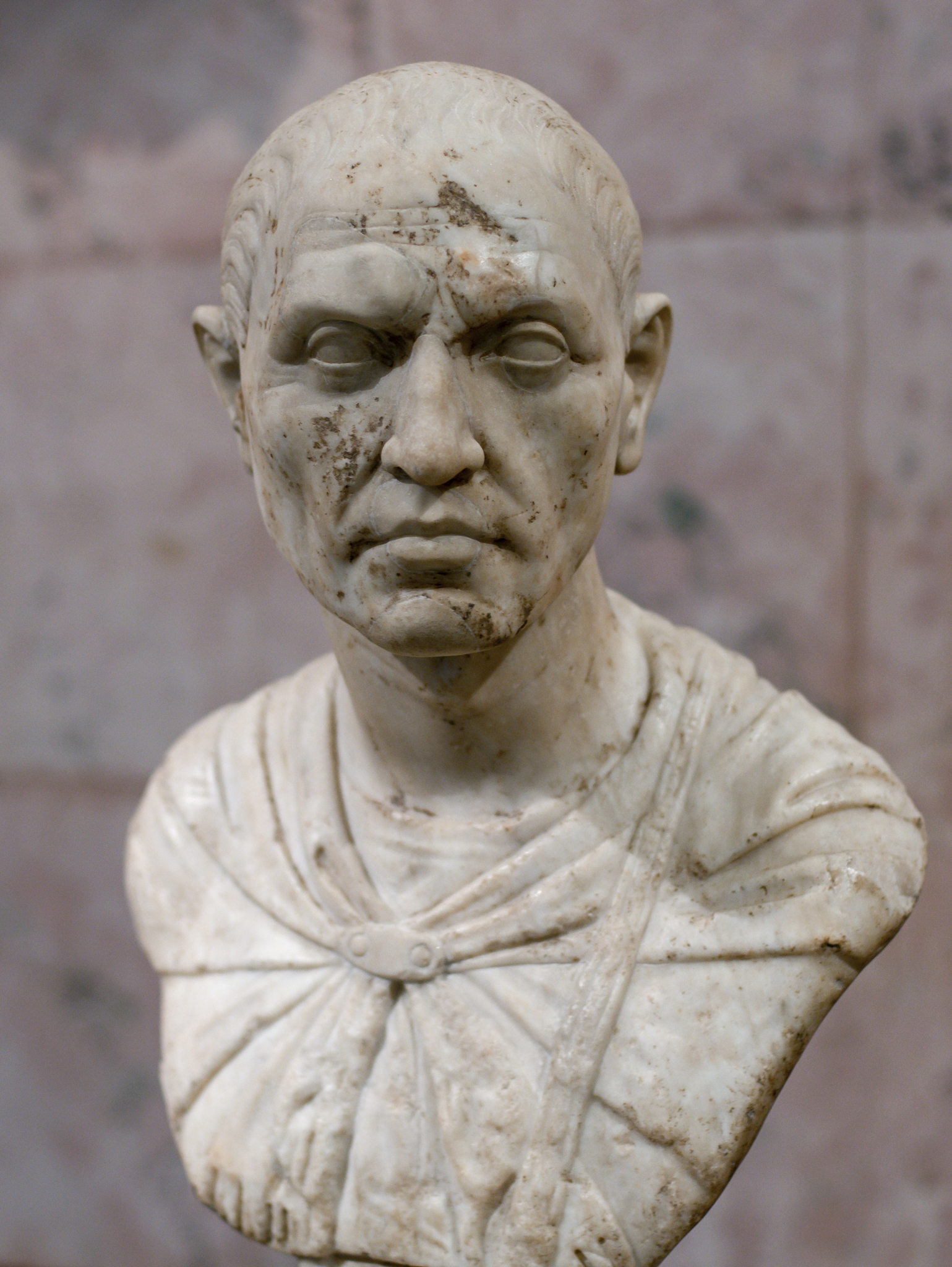
2세기에 제작된 릭토르의 흉상. 흉상이 입고 있는 것은 망토의 일종인 페눌라(paenula)로 추정된다.

릭토르는 평민 계층에서 선발되었으며, 엘리트 문헌에서는 일반적으로 낮은 신분 출신으로 묘사되었다. 그러나 모두 로마 시민이어야 했다.
로마 군단의 켄투리오(백인대장)는 군 복무를 마친 후 자동으로 릭토르가 될 자격을 얻었다. 릭토르는 신체적으로 강건하고 육체노동이 가능한 남성이어야 했다. 그들은 군 복무에서 면제되었으며, 고정 급여(제정 초기에 600 세스테르티우스)를 받았고, 조합 형태로 조직되었다. 일반적으로 릭토르는 자신이 수행할 행정관이 직접 선발했지만, 추첨으로 뽑히는 경우도 있었던 것으로 보인다.

## 임무

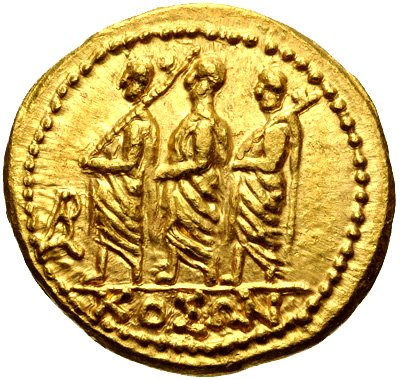
다키아에서 주조된 코손(Coson)의 금화에는 집정관과 두 명의 릭토르가 묘사되어 있다.

릭토르의 주된 임무는 임페리움을 지닌 행정관의 호위였다. 그들은 또한 해당 행정관의 임페리움을 상징하는 파스케스를 들고 다녔다. 파스케스는 체벌과 사형을 집행하는 데 필요한 모든 도구를 포함하고 있었기 때문에 군중을 위협하는 역할도 했다. 공화정 초기부터 전해지는 이야기들에서는 행정관이 릭토르에게 직접 처형을 명령하는 장면이 등장하며, 이러한 역할은 후기 고대까지 지속된 것으로 보인다.
릭토르는 행정관이 어디를 가든 함께 따라가거나 앞서서 움직였으며, 포룸, 주거지, 신전, 목욕탕 등도 예외가 아니었다. 릭토르는 정렬된 대열을 이루어 행정관 앞에 서 있었고, 프리무스 릭토르(primus lictor, principal lictor, 대표 릭토르)는 바로 앞에서 명령을 대기했다. 군중이 있는 경우, 릭토르들은 길을 열고 행정관의 안전을 확보했으며, 로마 귀부인들(마트로나)만은 특별한 존경을 받아 비켜내지 않았다. 또한 군중 앞에서 행정관이 연설할 때 항상 그 곁에 서 있어야 했다. 행정관은 자유 도시를 방문하거나 자신보다 상위 계급의 행정관을 만날 때만 릭토르 없이 움직일 수 있었다. 릭토르는 법적·형벌적 임무도 수행했으며, 주인의 명령에 따라 로마 시민을 체포하거나 처벌할 수 있었다. 공적인 의식에 베스타의 여사제가 참여할 경우, 그녀에게도 릭토르 한 명이 배정되었다.
행정관이 가진 임페리움의 정도는 그를 수행하는 릭토르의 수에 따라 상징되었다.
- 독재관(Dictator): 24명[5]
- 황제(Emperor): 원래 12명, 도미티아누스 이후에는 24명
- 렉스(Rex) 및 집정관(Consul): 12명
- 기병총사령관(Magister equitum): 6명
- 법무관(Praetor): 6명, 로마 성벽(pomerium) 안에서는 2명
- 조영관(Curule aediles): 2명
- 재무관(Quaestor): 로마 시내에서는 릭토르가 없음. 그러나 지방에서는 파스케스 소지가 허용됨[4]

후기 공화정 및 프린키파투스(원수정) 시기에는, 프로콘술 및 프로프라이토르(각각 전직 집정관/법무관의 지방 총독)에게도 시내의 대응 관직과 동일한 수의 릭토르가 배정되었다. 따라서 프로콘술 총독은 12명의 릭토르를 두었지만, 아우구스투스 황제를 대신한 총독(Legatus Augusti pro praetore)은 5명만 배정받았다.
행정관에게 배속된 릭토르들은 여러 데쿠리아(10인 단위 조직)로 구성된 조합 형태로 조직되어 있었다. 후기 공화정에는 이 릭토르 조합이 루디(ludi, 공공 경기)를 개최하는 일반 시민이나 여행 중인 원로원 의원에게 릭토르를 일시적으로 빌려주는 경우도 있었으나, 이 경우 파스케스를 들지는 않았던 것으로 보인다.
릭토르는 코미티아 쿠리아타(쿠리아 민회)와도 연관되어 있었으며, 후기 형태의 쿠리아 민회에서는 30개의 쿠리아 각각이 릭토르 한 명으로 대표되었다.

## 릭토르 쿠리아투스(Lictor Curiatus)

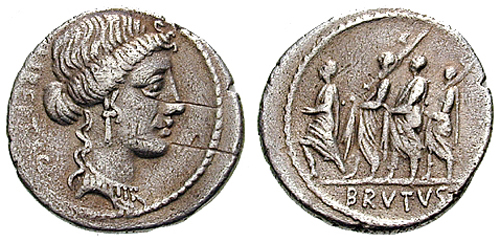
브루투스가 발행한 데나리우스 동전 앞면에는 자유의 여신(리베르타스)의 모습이, 뒷면에는 두 명의 릭토르가 양옆에 서 있는 집정관이 새겨져 있다.

릭토르 쿠리아투스(복수형: 리크토레스 쿠리아티)는 막대기나 파스케스를 들지 않는 특별한 종류의 릭토르로, 주 임무가 종교적인 것이었다. 약 30명 정도가 있었으며, 로마의 최고 사제인 폰티펙스 막시무스의 지휘 아래 근무했다. 이들은 제사에 참석하여 제물로 바치는 동물을 제단으로 데려가거나 인도하는 역할을 맡았다. 또한, 베스타 신녀, 플라미네스(flamines, 즉 사제들), 그리고 다른 고위 사제들은 리크토레스 쿠리아티에 의해 호위되고 보호받을 권리가 있었다. 제정 시대에는 황실 여성들도 보통 이 종류의 릭토르 두 명이 수행하였다. 리크토레스 쿠리아티는 또한 코미티아 쿠리아타를 소집하고 그 절차가 원활하게 진행되도록 질서를 유지하는 역할도 맡았다.